# Stora Mörttjärnen, Västergötland
Stora Mörttjärnen är en sjö i Alingsås kommun i Västergötland och ingår i Göta älvs huvudavrinningsområde.